# Universidade Normal de Pequim
A Universidade Normal de Pequim (em  chinês tradicional: 北京師範大學; chinês simplificado: 北京师范大学; pinyin: Běijīng shīfàn dàxué)  é uma universidade localizada em Pequim, na China. É considerada uma das mais prestigiadas universidades na China, e é também uma das mais antigas instituições de ensino superior.
A predecessora da escola foi fundada em 1902. Anteriormente conhecida como Grande Escola de Jinsi, 1923 renomeado Universidade Normal de Pequim. Atualmente, conta com 42 faculdades e mais 57 cursos de pesquisas. 
Entre os seus professores ou estudantes famosos estão Li Dazhao, Lu Xun, Liang Qichao, Qian Xuantong, Wu Chengshi, Li Jinxi, Chen Yuan, Huang Xianfan, Bai Shouyi e Qi Gong.